# Вихен (город)
Вихен (нидерл. Wijchenо файле, МФА: [ˈʋixə(n)]) — город в провинции Гелдерланд (Нидерланды), административный центр общины Вихен.

## История
Люди жили в этих местах уже во времена Железного века; археологические раскопки обнаружили могилы времён Римской империи. Долгое время Вихен оставался небольшой деревушкой. Ко времени Первой мировой войны здесь было налажено производство автомобилей и грузовиков. В годы Второй мировой войны здесь развернулись тяжёлые бои в 1945 году из-за того, что Союзники старались завладеть находящимся здесь единственным уцелевшим в округе (хотя и сильно повреждённым) железнодорожным мостом через канал Маас-Вал.

## Известные уроженцы
- Фред Рюттен — футболист
- Рой Маккай — футболист